# Fafnir

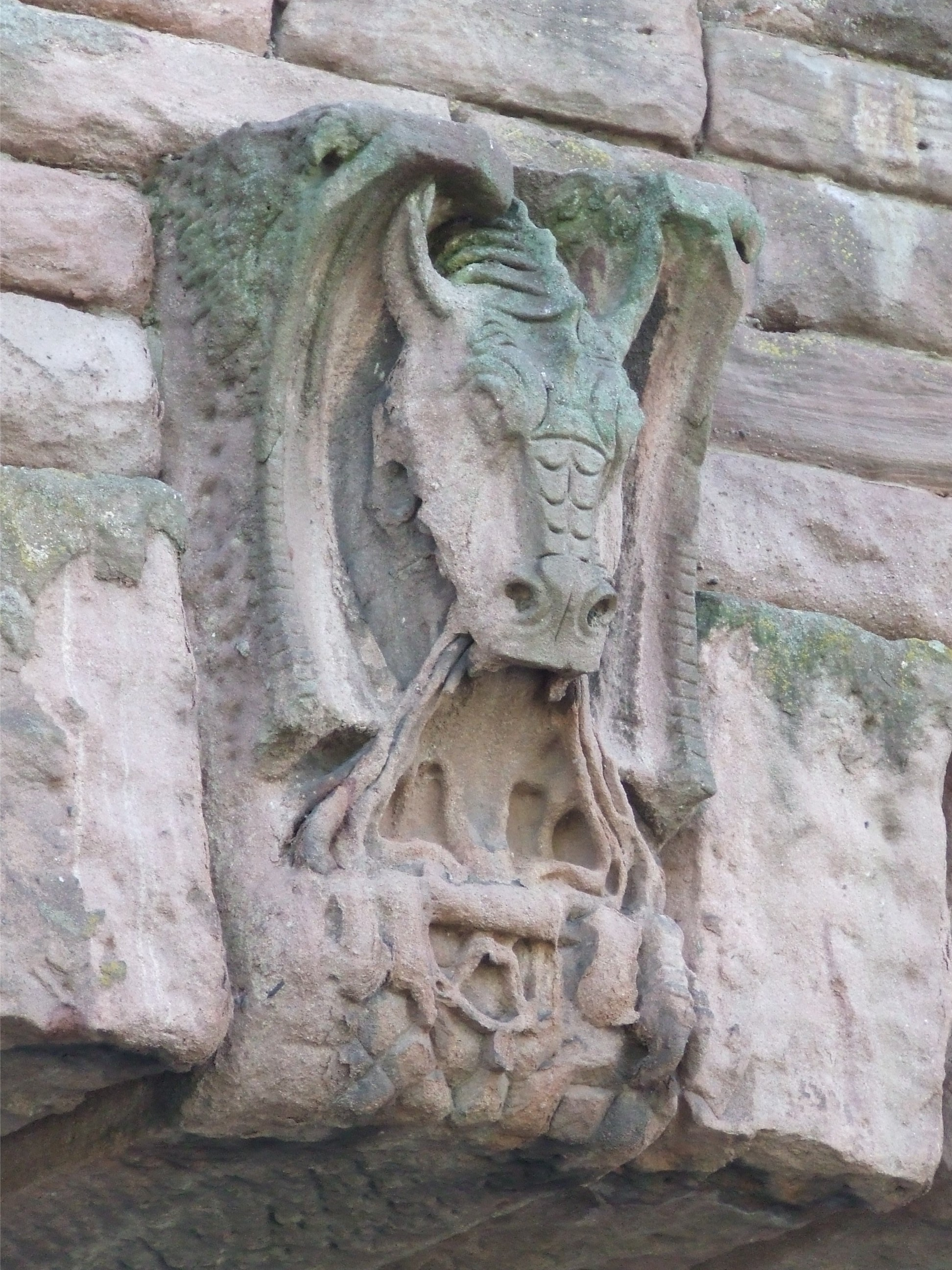
Drache Fafnir an der Kaiserbrücke in Mainz

Fáfnir (auch Fafner, deutsch Umarmer oder Greif) ist eine Drachenfigur der nordischen Mythologie, die im Heldenlied Fáfnismál der Liederedda und in der Völsunga saga überliefert ist. Als Fafner taucht die Figur auch in Richard Wagners Der Ring des Nibelungen auf.

## Fáfnir in der Völsunga saga
Fafnir ist gemäß der isländischen Völsunga saga der Sohn des Zwergenkönigs Hreidmar. Seine Brüder heißen Otr (auch Otur) und Reginn. Fafnir wird als begabter Zwerg beschrieben, der mithilfe einer mächtigen Waffe und seines furchtlosen Gemüts das mit Edelsteinen verzierte und golden glänzende Haus seines Vaters hütet. Er ist der stärkste und aggressivste der drei Brüder.

### Reginns Geschichte
Reginn berichtet Sigurd, wie die Asengötter Odin, Loki und Hönir (Hœnir) auf einer ihrer Reisen beim Fischen auf seinen Bruder Ótr treffen, der tagsüber einem Otter gleicht. Loki tötet den Otter mit einem Stein, und die drei Asen (Æsir) häuten ihren Fang. Die Götter gelangen am Abend zu Hreidmars Wohnstatt und freuen sich, mit dem Otterfell angeben zu können. Hreidmar und seine beiden anwesenden Söhne packen sofort die Götter, als sie die Überreste ihres Bruders erkennen. Sie halten Odin und Hönir gefangen, während Loki das Wergeld, eine Art Lösegeld, herbeischaffen soll. Das Gold soll den Balg des Otters ausfüllen und seine Haut soll mit Rotgold überzogen werden. Loki erfüllt die Aufgabe, indem er das verfluchte Gold des Zwerges Andvari sowie den Ring Andvaranaut beschafft, obwohl Loki anvertraut wurde, dass sowohl das Gold als auch der Ring seinem unrechtmäßigen Besitzer den Tod brächten. Aus Gier, weil Hreidmar seinen beiden Söhnen nichts vom Wergeld abgeben möchte, tötet Fafnir seinen Vater, um alles Gold an sich zu reißen. Reginn flieht und wird später zum Mentor seines Ziehsohns Sigurd. Fafnir zieht sich in eine Höhle in der Wildnis auf der Gnitaheide zurück, wo er auf seinem Golde liegt, um es zu bewachen. Allmählich nimmt er die Gestalt eines Lindwurmes an, wobei der Oegishjalmr – ein Schreckenshelm, der das Aussehen verändert – sein Antlitz noch entsetzlicher macht.
Reginn schwört seinem Bruder Ótr Rache und ermutigt seinen Ziehsohn Sigurd Fåvnesbane, den Drachen zu vernichten. Reginn rät Sigurd, eine Grube unter Fafnirs Schwanz auszuheben, um dort zu warten. Wenn Fafnir darüber gleitet, um an einem Strom Wasser zu trinken, würde er sein Schwert, Gram, in Fafnirs Herz stoßen können. Reginn verschwindet daraufhin und lässt Sigurd die Tat ausführen. Als Sigurd die Grube ausgehoben hat, erscheint Odin in Form eines alten Mannes mit einem langen Bart und rät ihm, mehr Gräben anzulegen, damit Fafnirs Blut abrinnen kann. Er will Sigurd davor schützen, im Drachenblut zu ertrinken. Die Erde erzittert, als Fafnir erscheint, Gift verspritzend, als er zum Wasser schlängelt. Sigurd, unbeeindruckt, sticht Fafnir mit seinem Schwert Gram ins Herz, als dieser über die Grube kriecht, und verwundet den Lindwurm so tödlich.

### Sigurds Geschichte
Der sterbende Drache spricht zu Sigurd und will seinen Namen wissen, ebenso die Namen seines Vaters und seiner Mutter. Er will weiterhin erfahren, wer den Helden sandte, um einen solch schrecklichen Drachen wie ihn zu töten. Fafnir erkennt, dass sein eigener Bruder Reginn hinter der Verschwörung steckt und sagt voraus, dass Reginn auch Sigurds Tod verursachen wird. Sigurd teilt Fafnir mit, dass er zurück in die Höhle des Untieres gehen wird, um den Schatz zu nehmen. Fafnir warnt Sigurd, dass jeder, der das Gold besitzt, verurteilt ist zu sterben. Sigurd antwortet jedoch, dass alle Menschen einmal sterben müssen und es der Traum vieler Menschen sei, bis zu ihrem Tod reich zu sein, weshalb er das Gold ohne Furcht nehmen werde.
Reginn kehrt zu Sigurd zurück, nachdem dieser den Drachen erschlagen hat. Voller Gier plant Reginn, Sigurd zu töten, nachdem dieser das Herz Fafnirs für ihn gekocht hat. Aus Versehen gelangt Fafnirs Blut an Sigurds Lippen, als dieser kosten will, ob das Herz gar ist, wodurch er die Gabe erhält, die Sprache der Vögel zu verstehen. Er erfährt von den Vögeln Odins über Reginns bevorstehenden Plan, ihn zu töten und köpft daraufhin Reginn, verspeist Fafnirs Herz und trinkt Reginns Blut.
In einigen Versionen nimmt Sigurd nicht nur den Schatz, sondern auch die Schwerter Ridill und Hrotti, den Schreckenshelm Oegishjalmr sowie den goldenen Tarnmantel.
Szenen der Sage sind u. a. auf den vier Sigurd Slabs auf der Isle of Man dargestellt.

## Wagners Adaption
In Richard Wagners Adaption des Stoffes mit dem Opernzyklus Der Ring des Nibelungen spielt sich die ganze Geschichte recht ähnlich, wenn auch leicht modifiziert ab.
Hreidmar entfällt, Fafnir heißt jetzt Fafner, sein Bruder Fasolt. Der Hort (Schatz) ist die fällige Bezahlung der Riesenbrüder für den Bau von Walhall, und das Ganze ist mit der Geschichte des Rheingoldes verbunden. Der verfluchte Ring wird wie in manchen Versionen der Edda und des Nibelungenliedes auch in Wagners Opernzyklus zum zentralen Handlungsgegenstand. Bei Wagner heißt Sigurd Siegfried, und Oegishjalmr ist kein Schreckenshelm, sondern eine „Tarnhelm“ genannte Tarnkappe, mit deren Hilfe der Träger jede beliebige Gestalt annehmen, sich insbesondere auch unsichtbar machen kann.

## Spätere Bezüge
Die schwedische Metal-Band Amon Amarth erzählt in ihrem Lied Fafner's Gold auf dem Album Berserker (Album) die Geschichte des Zwergs Reginn und des Drachen Fafnir.
Nach Fafnir wurde in den 1930er Jahren das Hochleistungssegelflugzeug DFS Fafnir benannt, mit dem mehrere Weltrekorde erflogen wurden.
Fáfnir ist der Name des Königs von Niðavellir, dem Antagonisten in Buch V des Spiels Fire Emblem Heroes, dessen jüngerer Adoptivbruder Ótr heißt und seine Adoptivschwester Reginn. Im Verlauf der Handlung verfällt der vormals gewöhnliche Soldat Fáfnir, der in Zeiten der Unruhe auf den Thron gelangte, durch einen Fluch auf der Königskrone, der diejenigen heimsucht, die die Krone tragen ohne in die Königsfamilie geboren zu sein, von Niðavellir zunehmend dem Wahnsinn, bis er schließlich durch die Hexerin Eitri, Schafferin besagter Krone, in einen Drachen verwandelt wird. In dieser Gestalt tötet Fáfnir schließlich seinen Adoptivbruder Ótr, ehe er schließlich durch seine Adoptivschwester Reginn selbst getötet wird.